# 천리마 운동

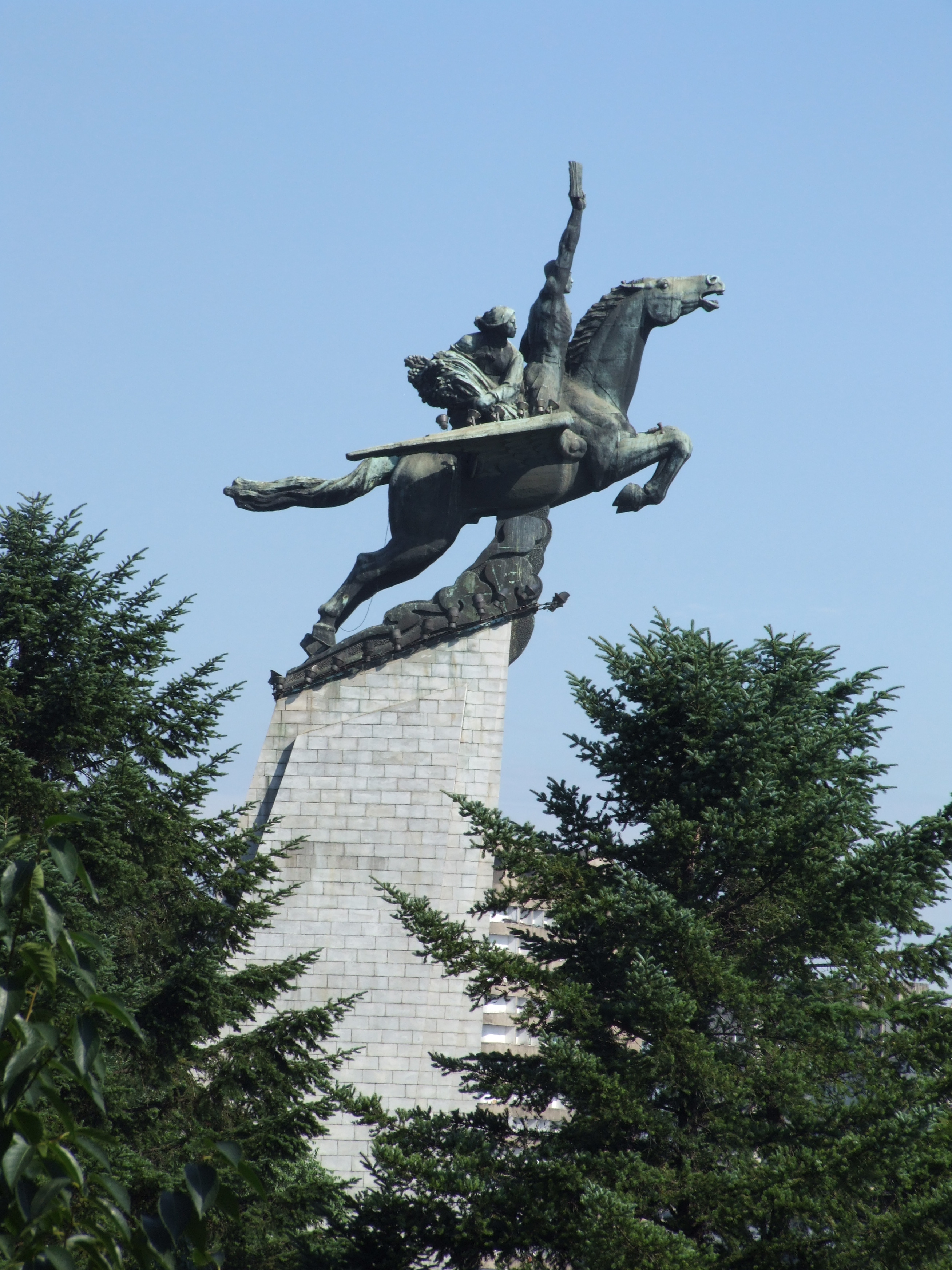

천리마 운동(千里馬運動, 영어: Chollima Movement, Thousand-li Horse Movement)은 1956년부터 조선민주주의인민공화국에서 시작된 대중 운동이다. 1972년의 《인민민주주의헌법》 제13조에는 "천리마운동은 사회주의 건설의 총노선이다"라고 규정하고 있으며 1998년, 2009년 총 3차례에 걸쳐 실시되었다.

## 시작 시점
천리마운동의 시작은  1958년부터였다. 그러나 이후 북한 역사가들은 천리마운동이 중국의 대약진운동을 모방한 것으로 보이지 않게끔 그 운동이 1956년부터 시작되었다고 조작하였다.

## 역사

### 제1차 천리마 운동 1957년에서 1961년[2]

#### 천리마 운동 제기
1950년에 발발한 3년간의 6.25 전쟁은 북한을 완벽한 폐허상태로 만들었으며 1제곱킬로미터당 평균 18개의 미국군 항공폭탄이 투하되면서 거리와 온 마을은 잿더미가 되었고 평양의 경우 솟아오른 건물이 단 두 채에 불과할 정도로 참혹한 지경에 놓이게 되었다.
관개시설과 제방, 저수지들이 파괴되어 37만 정보의 논밭이 피해를 입었고 경지면적은 9만 정보가 줄어들어 식량생산에 큰 타격을 주었으며 그러나 더 심하게 파괴된 곳은 공장기업소였다.
8천 7백 개의 공장기업소가 파괴되면서 전쟁 직후 공업생산은 1949년의 64%로 줄어들게 된 것이다.
이런 급격한 경제성장이 가능했던 것은 전쟁의 참혹함에서 벗어나고자 했던 주민들의 열망과 의지, 그 열정을 불러일으킨 북한당국의 노력 덕분이었지만 가장 큰 원인은 소련과 동구권의 지원이 가능하였기 때문이다.
여전히 기간산업 부문의 일부는 전쟁 전 수준으로 돌아가지 못했고 소비재가 부족해 주민들의 생활은 열악했으며 심지어 전쟁 직후 소련 등 사회주의 국가들이 제공하던 원조가 줄어들 조짐을 보여 위기감을 더했다.
1954 - 1956년 사회주의 국가들이 조선민주주의인민공화국에 제공한 원조액이 당시 북한 전체 예산의 23%에 이르는 수준이었지만, 갈수록 줄어들어 1958년 전체 예산의 4.5%까지 축소되었다.
김일성은 주민들의 힘을 조직적으로 동원하여 사회주의 공업 국가를 건설할 결심을 수립하게 되었다고 밝혔다.

#### 천리마 운동 전개
1957년 제1차 5개년 계획이 시작되자 결국 속도전 운동을 전개하면서 많은 과학자들을 전국으로 급파하여 많은 도움을 전개하여 주었고 특히 과학자들은 공장 직원들과 함께 문제점들을 풀어나가 결국 많은 고난을 극복하여 나갔다.
김일성은 압연강재를 1만 톤만 더 생산하면 나라가 허리를 펼 수 있다며 많은 호소를 하였고 천리마제강련합기업소 노동자들은 호응하고 나섰으며 천리마제강련합기업소 노동자들이 연 6만 톤 생산능력을 가진 용광로에서 연 9만 톤을 생산하겠다고 결의하였다.
그리고 천리마를 탄 기세로 열심히 일한 강선 노동자들은 기존 생산 능력 2배에 달하는 12만 톤의 압연강재를 생산했다. 그이유는 8시간일하고 2시간을 정비하면서 최대한 시간을 더써가며 압연강재를 생산하여 결국 효과를 보게 되었다고 밝혔다.
특히 황해제철련합기업소에서는 연산 40만 톤의 용광로를 건설하여 단 1년만에 기술 혁신끝에 완공을 하여 김일성이 칭찬을 하며 많은 도움을 주었으며 특히 단 한대의 트랙터와 트럭을 가지고 부품을 해체하여 자체적으로 생산한 부품만으로 35일 만에 트랙터를 생산하였고 40여 일만에 화물 트럭을 만드는데 성공을 거두어 김일성으로부터 극찬을 받았다.
특히 승리자동차련합기업소는 금성뜨락또르공장의 일을 반면교사 삼아 극심한 정비끝에 보여주자 김일성은 더욱 극찬을 하며 세심하게 하였다고 평가를 하였다.
천리마운동의 개시와 함께 전국적으로 기존 생산기록들은 연이어 깨져나갔고 새로운 기술혁신과 성취가 계속해서 모습을 드러냈으며 천리마운동의 첫해인 1957년, 북한의 공업은 한해동안 44% 성장했고 농업은 대풍작을 이루게 되었다.
김책제철련합기업소의 노동자들은 19만 톤의 연산 능력을 가진 용광로에서 27만 톤의 용선을 생산하는 기적을 창조했다.
평양 일대에서 대규모 주택 단지를 건설하면서 주택 1채당 14분 만에 건설되는 기적이 일어나기도 했는데, 북한은 이를 평양속도전이라고 불렀으며 이것을 본떠 최근 북한에서 려명거리 등 새로운 거리들이 급속도로 건설되면서 평양속도전이라는 단어가 다시 등장하고 있다.

#### 천리마 운동의 결과
천리마 운동의 결과로 1960년 초 북한은 급속한 성장을 이루게 되었으며 1956년 지표들을 10%로 잡았을 때 1960년 국민소득은 21% 성장을 하였으며 공업총생산액은 35%를 성장하였고, 농업총생산은 15% 성장하며 실질임금은 21% 성장과 더불어 노동생산성은 14%로 늘어났다.
농촌의 수리화와 전기화가 기본적으로 완성되었고 공업 생산액이 36% 늘어나 연평균 성장률이 36.6%에 달했으며 1960년 북한은 총생산량에서 공업생산량이 차지하는 비중이 농업생산규모를 훨씬 앞지르게 된다.

### 제2차 천리마 운동 1998년에서 2004년
원래 '천리마운동'은 5개년 인민경제발전계획(1957~1961년) 수행직전인 1956년 12월 당 중앙위원회 12월 전원회의에서 김일성 주석이 발기한 것으로 북한은 이 운동 기간 중 강력한 주민동원을 통해 사회주의 경제건설의 토대를 마련하기에 주력했다. 1970년대에 들어서는 '천리마운동' 대신 '3대혁명'(사상·기술·문화혁명)을 사회주의 건설의 총노선으로 제시하고 이의 효율적 수행을 위해 '3대혁명붉은기쟁취운동'을 추진하면서 '천리마 운동'은 역사의 뒤안길로 사라지는 듯 했다. 그러나 1998년 3월 김정일 국방위원장이 성진제강연합기업소를 방문 "다시 한번 천리마 대고조의 선봉에 설 것"을 촉구한 이래 1999년 1월 신년 공동사설에서는 "김정일의 영도따라 제2의 천리마대진군을 다그쳐 나가야 한다"고 강조하는 등 다시한번 '천리마 운동' 을 강력히 추진하고 있다. 또 1999년 11월 3~4일까지는 평양에서 당·정 고위간부 및 각 분야 모범일꾼 6000여 명의 참가한 '제2의 천리마대진군 선구자대회'를 개최하고 앞으로 '3대혁명붉은기 쟁취운동' 등 대중 노력동원을 대대적으로 전개해 나갈 것을 촉구한 바 있다. 한편 북한은 제2의 천리마대진군에 이어 2001젼부터는 '21세기붉은기대진군'이라는 구호를 내걸고 노력혁신과 주민동원을 호소하고 있다.

### 제3차 천리마 운동 2009년에서 현재

#### 150일 전투 제기
2009년 조선민주주의인민공화국은 김일성 생일 100년인 2012년을 앞두고 강성대국 건설의 역사적 분수령을 이루기 위해서 150일 전투에 돌입했으며 모든 부문, 모든 단위에서 생산을 정상화하고 최고 생산년도 수준을 돌파하기 위한 투쟁을 힘있게 벌려 대혁신, 대비약을 일으키기 위해서 제3차 천리마운동을 전개하였다.

#### 150일 전투 전개
신의주 방직 공장 6명의 여공이 50일 만에 1년 생산계획을 달성하고, 정주 기관차 공장은 1천 5백만km 무사고 주행 목표를 돌파하였으며, 천리마제강련합기업소 득장지구탄광연합기업소와 희천발전소 건설장 등에서도 성과를 거두었고 김정일의 행적이 군 분야 55%, 경제분야 26%를 보였던 반면, 2009년에는 경제 41%, 군 분야 27%로 역전되었다.
조선민주주의인민공화국은 희천화력발전소 건설을 비롯한 에너지 생산 시설과 수십 만 가구의 살림집 건설 등 방대한 건설 사업을 추진했다.

#### 150일 전투 결과
150일 전투 결과 공업 생산은 2008년 대비 12%를 성장하였으며  전력 공업은 2008년 대비 15% 성장하였고 기계공업은 계획 대비 13%를 달성하였으며 철도운수는 계획대비 11.8%를 달성하였고 경공업 계획 대비 157%를 달성을 하였다.
축산부문 전년 대비 15%를 각각 성장하였으며 용선 생산은 계획대비 45% 이상을 증산하였고 전력은 수억KWh를 더 생산하였으며 석탄은 전년 대비 1.5배 이상 등을 증산했고, 100일 전투에서는 초반 50일 동안 공업 생산액은 2008년 대비 13% 증산하였다고 밝혔다.

## 같이 보기
- 새마을 운동
- 만리마